# Teri Hatcher
Teri Lynn Hatcher (Palo Alto (Californië), 8 december 1964) is een Amerikaans actrice die bekend is geworden door haar rol als Lois Lane in de televisieserie Lois & Clark: The New Adventures of Superman. In 1997 was ze een bondgirl toen ze de rol van Paris Carver speelde in Tomorrow Never Dies. In 2005 won ze een Golden Globe voor Beste Actrice voor haar rol als Susan Mayer in de televisieserie Desperate Housewives.

## Jeugd
Hatcher werd geboren als dochter van Esther, een softwareontwikkelaar die werkte bij Lockheed Martin, en Owen W. Hatcher, een kernfysicus en elektroingenieur. Hatcher groeide op in Sunnyvale, Californië. Als enig kind ging ze naar Mango Junior High (nu Sunnyvale Middle School), Fremont High School en De Anza College in Cupertino.
In maart 2006 maakte Hatcher in Vanity Fair openbaar dat ze als kind seksueel was misbruikt door een aangetrouwde oom. Haar ouders waren ten tijde onbewust van het seksueel misbruik. In 2002 hielp ze openbaar aanklagers van Santa Clara County met een aanklacht tegen haar misbruiker. In de zaak werd hij aangeklaagd vanwege het misbruiken van een veertienjarig meisje dat later zelfmoord pleegde. Stone werd veroordeeld tot veertien jaar gevangenisstraf. Stone overleed op 19 augustus 2008 aan darmkanker nadat hij zes jaar van zijn straf erop had zitten.

## Carrière
Hatcher werd bekend door haar rol als Lois in de televisieserie Lois & Clark: The New Adventures of Superman en speelt Susan in Desperate Housewives. Haar eerste rol had ze in The Love Boat. Verder had ze een terugkerende rol in MacGyver als Penny Parker en speelde ze in televisieseries als Star Trek: The Next Generation, L.A. Law, Quantum Leap, Frasier en Seinfeld. Ook was ze te zien als bondgirl in Tomorrow Never Dies.

## Privéleven
Tussen 1985 en 1988 had ze een relatie met collega acteur Richard Dean Anderson met wie ze samen speelde in MacGyver. Hatcher trouwde op 4 juni 1988 met Marcus Leithold, een jaar later scheidde ze. Op 27 mei 1994 trouwde ze met Jon Tenney, uit dit huwelijk kreeg ze een dochter, Emerson Rose op 10 november 1997. Ze scheidde in maart 2003.

## Filmografie
- Coraline (2009) - Coraline's Mother/The Other Mother (stem)
- Resurrecting the Champ (2007) - Andrea Flak
- Momentum (2003) - Jordan Ripps
- A Touch of Fate (2003) - Megan Marguilas
- Jane Doe (2001)  - Jane Doe
- Spy Kids (2001) - Ms. Gradenko
- Say Uncle (2001) -
- Running Mates (2000) - Shawna Morgan
- Fever (1999) - Charlotte Parker
- Since You've Been Gone (1998) - Maria Goldstein
- Tomorrow Never Dies (1997) - Paris Carver
- 2 Days in the Valley (1996) - Becky Foxx
- Heaven's Prisoners (1996) - Claudette Rocque
- Dead Girl (1996) - Passer-by
- All Tied Up (1994) - Linda Alissio
- The Cool Surface (1994) - Dani Payson
- Brain Smasher... A Love Story (1993) - Samantha Crain
- Straight Talk (1992) - Janice
- Dead in the Water (1991) - Laura Stewart
- Soapdish (1991) - Ariel Maloney
- The Brotherhood (1991) - Teresa Gennaro
- Tango & Cash (1989) - Katherine 'Kiki' Tango
- The Big Picture (1989) - Gretchen

- Biblioteca Nacional de España: XX1276346
- Bibliothèque nationale de France: cb140388892 (data)
- Gemeinsame Normdatei: 133659585
- International Standard Name Identifier: 0000 0001 1472 0701
- Library of Congress Control Number: no2002066909
- MusicBrainz: 55ddafdd-367d-437d-87a0-1b921b30214d
- Nationale Bibliotheek van Tsjechië: xx0051934
- Nationale Bibliotheek van Israël: 987007442527605171
- Nationale Bibliotheek van Polen: a0000002076509
- Nederlandse Thesaurus van Auteursnamen: 288364260
- SNAC: w64877f6
- Système universitaire de documentation: 12406289X
- Virtual International Authority File: 47958655
- WorldCat: E39PBJpv7FJ6vHrbGX3Fg9yWXd